# Будівля Алтіну Арантіс
Будівля Алтіну Арантіс (порт. Edifício Altino Arantes або Edifício do Banespa) — один із найвідоміших хмарочосів Сан-Паулу, Бразилія.
Будівлю заклали в 1939 році з метою розміщення Банку штату Сан-Паулу (Banespa). Оригінальний проєкт, створений архітектором Плініу Ботелью ду Амаралом, переробила компанія «Camargo & Mesquita» з метою надання подібності до Емпайр-Стейт-Білдінг у Нью-Йорку.
Після відкриття в 1947 протягом понад десятиліття залишалася найвищою будівлею у місті (поки в 1960 її не перевершив хмарочос Міранті-ду-Валі) та протягом кількох років найвищою залізобетонною будівлею у світі.